# Carmen Lúcia (compositora)
Carmen Lúcia (, ) é uma compositora brasileira.
Seus maiores sucesso foram obtidos através de gravações do cantor Evaldo Braga, no começo da década de 1970. Suas primeiras composições foram lançadas em 1963, pela cantora Carmen Costa, no LP "Embaixatriz do samba", lançado pela gravadora Copacabana, entre elas o samba-canção Incompatibilidade.
Embora com poucas composições gravadas, seu nome ficou marcado na música popular brasileira, em especial pelo clássico Sorria, sorria.

## Obras
- Alguém que é de alguém (c/ Evaldo Braga)
- Eu me arrependo (c/ Evaldo Braga)
- Eu não sou lixo (c/ Evaldo Braga)
- Incompatibilidade
- Mal que faz bem (c/ Milton Legey)
- Quantas vezes (c/ Evaldo Braga)
- Só quero (c/ Evaldo Braga)
- Sorria sorria (c/ Evaldo Braga)